# Oldenburgo (stato)
L'Oldenburgo fu uno Stato storico della Germania che prese nome dalla sua capitale, Oldenburgo appunto. L'Oldenburgo persistette come Stato dal 1180 sino al 1918, dapprima come contea, poi come ducato e infine come granducato. Era geograficamente collocato nei pressi del fiume Weser. La famiglia regnante, il Casato degli Oldenburg, è stata una delle più importanti dinastie europee: i suoi sovrani per molti secoli hanno occupato i troni di alcuni paesi, quali Danimarca, Norvegia, Russia e Grecia.

## Storia
Il primo conte di Oldenburgo fu Elimaro I (morto nel 1108). I discendenti di Elimaro compaiono come vassalli, alcuni dei quali segnalati talvolta come ribelli, del duca di Sassonia; ottennero la dignità di principi dell'impero grazie a Federico I, opposto al duca di Sassonia, nel 1180. A quei tempi la contea di Delmenhorst era parte integrante dei domini di Oldenburgo, ma una serie di questioni successive ne determinò la cessione alla linea più giovane della famiglia regnante. Questa cessione avvenne in modo altalenante nella storia: dal 1262 al 1447, dal 1463 al 1547, e dal 1577 al 1617.
Durante la prima metà del XIII secolo la casata di Oldenburgo mosse una serie di guerre alla casata di Frisia che tendeva ad invadere la parte nord della contea, ostacolando le mire espansionistiche degli Oldenburg. Per lo stesso motivo i conti di Oldenburgo si scontrarono spesso anche con la città di Brema e con il vescovato di Münster.
Nel 1448 successore del conte Teodorico (morto nel 1440), detto Fortunatus, fu il figlio Cristiano, che divenne re di Danimarca come Cristiano I. Sebbene il regno di Danimarca fosse retto dagli Oldenburgo, la contea non divenne mai un possesso danese. Il controllo sull'area venne assegnato al fratello del re, che instaurò un breve periodo di tirannia.
Nel 1450 Cristiano divenne re di Norvegia e nel 1457 re di Svezia. Nel 1460 ereditò il ducato di Schleswig e la contea di Holstein, un evento di rilevante importanza per la futura storia dell'Oldenburgo. Nel 1454 pose a Oldenburgo il proprio fratello Gerardo (circa 1430-1499), un principe ribelle, che fu costantemente in guerra con l'arcivescovato di Brema ed altri stati vicini. Nel 1483 Gerardo venne costretto ad abdicare in favore del proprio figlio, e morì durante un pellegrinaggio in Spagna.
Nella prima metà del XVI secolo l'Oldenburgo venne nuovamente allargato con l'aggiunta delle terre di Frisia. Il protestantesimo venne introdotto nella contea da Antonio I (1505-1573), che soppresse inoltre i monasteri; rimase comunque leale a Carlo V durante la guerra della Lega di Smalcalda e fu in grado di ottenere così nuovi territori, tra cui Delmenhorst nel 1547. Uno dei fratelli di Antonio I, il conte Cristoforo (circa 1506-1560), acquisì grande fama come soldato.
Il nipote di Antonio e suo successore, Antonio Gunther (1583–1667), era considerato il principe più saggio che avesse governato l'Oldenburgo. Jever era stata acquisita prima che egli diventasse conte, ma nel 1624 egli aggiunse Kniphausen e Varel alle sue terre, a cui unì definitivamente, nel 1647, Delmenhorst. Grazie alla sua neutralità durante la guerra dei Trent'anni e alla donazione di preziosi cavalli al conte di Tilly, Antonio Günther assicurò protezione ai propri stati dall'invasione francese, subita da alcuni stati tedeschi al confine con la Francia. Egli ottenne inoltre dall'imperatore il permesso di traffico e navigazione sul fiume Weser, una concessione redditizia che ben presto generò un apporto di materiali per lo sviluppo delle sue risorse. Alla morte di Antonio Günther, l'Oldenburgo cadde nuovamente sotto la giurisdizione dell'autorità danese.
Nel 1773 Cristiano VII di Danimarca consegnò Oldenburgo a Caterina la Grande in cambio della rinuncia per suo figlio al ducato di Holstein; l'Oldenburgo andò a Federico Augusto, amministratore del principato vescovile di Lubecca, rappresentante di un ramo cadetto della famiglia, e nel 1777 il paese fu elevato al rango di un ducato. Tra il 1810 ed il 1814 l'Oldenburgo fu occupato dalla Francia napoleonica. La sua annessione all'impero francese, nel 1810, fu una delle cause della frattura diplomatica tra le ex alleate Francia e Russia.

## Dopo il Congresso di Vienna

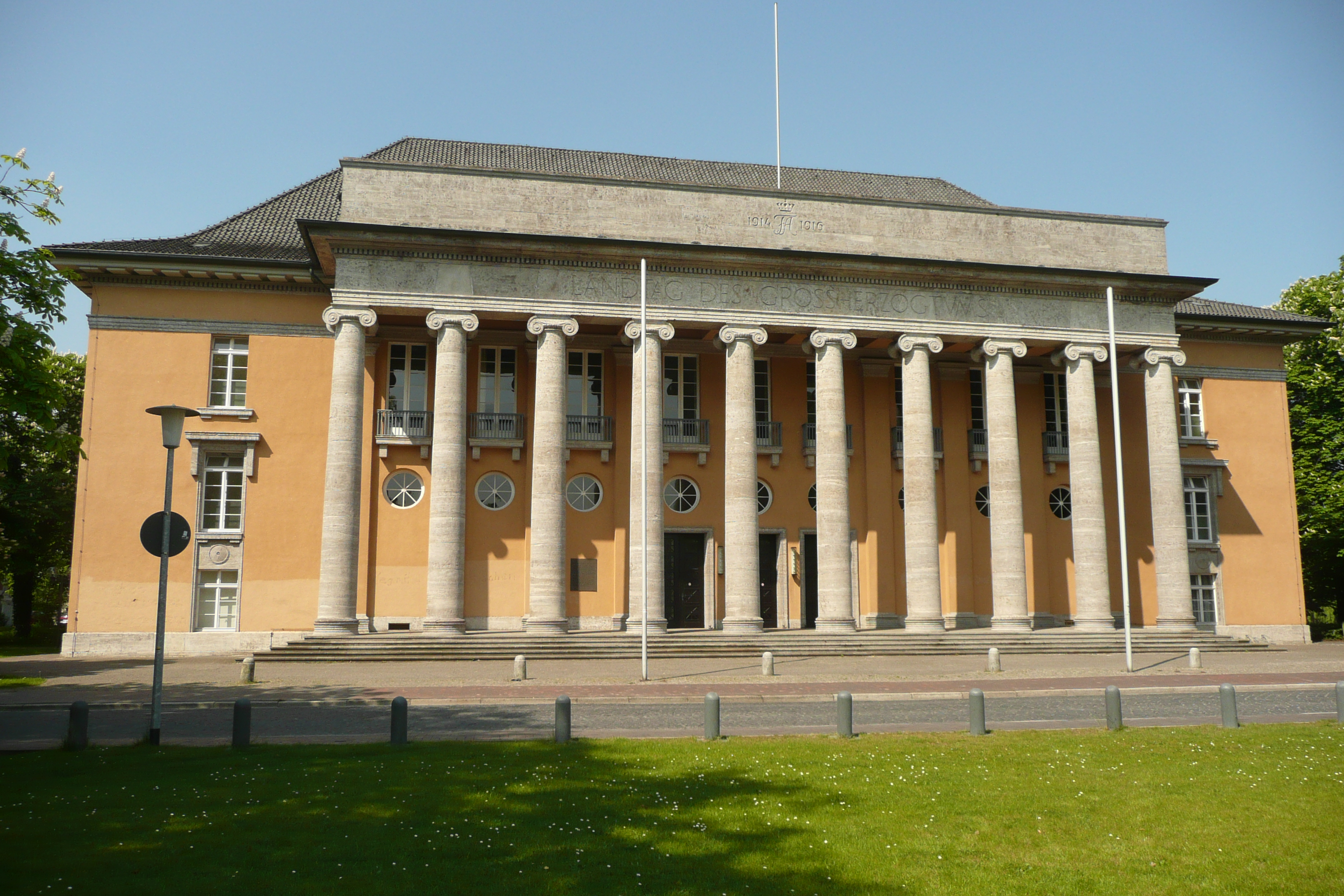
Il Palazzo del Parlamento dell'Oldenburgo (Oldenburgischer Landtag) a Oldenburgo.

Nel 1814 il ducato acquisì il principato di Birkenfeld e divenne un granducato. Nel 1871 l'Oldenburgo aderì all'impero tedesco, e nel 1918 divenne uno stato libero all'interno della repubblica di Weimar. Nel 1937 (con l'Atto della Grande Amburgo) perse i distretti enclave di Eutin, vicino alla costa baltica e Birkenfeld, nel sud-ovest della Germania ed ottenne la città di Wilhelmshaven; tuttavia, ciò fu una formalità, poiché il regime di Hitler aveva de facto abolito gli stati federali nel 1934.
Al principio della seconda guerra mondiale, nel 1939, come risultato di questi cambiamenti territoriali l'Oldenburgo aveva un'area di 5 375 chilometri quadrati e 580 000 abitanti. Nel 1946, dopo la seconda guerra mondiale, l'Oldenburgo venne incorporato nello stato di nuova fondazione della Bassa Sassonia, formando, territorialmente invariato, la regione amministrativa (Verwaltungsbezirk) di Oldenburgo. Regione e Stato diventarono entrambi parte della Germania Ovest nel 1949. La regione amministrativa fu abolita nel 1978 e si fuse con i vicini governatorati (Regierungsbezirke) nella nuova regione di Weser-Ems, dissolta nel 2004.